# Scymnus suturalis
Scymnus suturalis es una especie de escarabajo del género Scymnus,  familia Coccinellidae. Fue descrita científicamente por Thunberg en 1795.
Se distribuye por la región paleártica. Mide 1,8-2,5 milímetros de longitud. Vive en coníferas, especialmente en pinos.